# ذي حجور (السبرة)

تعديل مصدري - تعديل

ذي حجور محلة تابعة لقرية عدن محلاق، التابعة لعزلة عينان بمديرية السبرة إحدى مديريات محافظة إب في الجمهورية اليمنية.، بلغ تعداد سكانها 71 حسب تعداد اليمن لعام 2004.